# ウンシュトルト (小惑星)
ウンシュトルト (5792 Unstrut) は小惑星帯の小惑星である。ドイツの天文学者フライムート・ベルンゲンがドイツ、タウテンベルクの天文台で発見した。
ドイツ中部を流れる、ウンシュトルト川から命名された。